# Jorgo Bllaci
Jorgo Bllaci (ur. 10 października 1938 we wsi Karjan k. Gjirokastry, zm. 28 września 2001 w Moskwie) – albański poeta, tłumacz poezji rosyjskiej i więzień sumienia.

## Życiorys
Urodził się we wsi Karjan. Ukończył studia na wydziale języka i literatury albańskiej Uniwersytetu Tirańskiego. Po studiach pracował jako nauczyciel i publikował swoje pierwsze utwory poetyckie. W latach 50. zatrzymany przez funkcjonariuszy Sigurimi i skazany na 10 lat więzienia za prowadzenie działalności antypaństwowej. Po wyjściu z więzienia w 1964 przez kilka lat zarabiał na życie jako robotnik budowlany. W roku 1990 podjął pracę w wydawnictwie Naim Frasheri w Tiranie jako tłumacz literatury rosyjskiej. W latach 1996–1997 ukazały się tłumaczenia Bllaciego na język albański utworów Iosifa Brodskiego, Siergieja Jesienina, Tarasa Szewczenki, Iwana Turgieniewa, Kornieja Czukowskiego i Aleksandra Puszkina, a także tłumaczenie poezji Heinricha Heinego i chińskiego poety Du Fu.

## Odznaczenia
W 1993 Jorgo Bllaci otrzymał od prezydenta Rosji Borysa Jelcyna Order Przyjaźni. Po śmierci, w 2004 został uhonorowany przez władze Albanii tytułem Wielkiego Mistrza (Mjeshtër i Madh). Imię Bllaciego nosi jedna z ulic w Gjirokastrze.

## Twórczość

### Tomiki poezji
- 1964: Ligjërimet e pyllit : lirika (Opowieści lasu: liryka)
- 1990: Epika e trëndafilave (Różana epika)
- 1993: Zërat e natës : poezi (Głosy nocy)
- 2005: Lirika
- 2007: Kuja e violinës... : lirika dhe balada (wybór poezji, wydany pośmiertnie)

### Inne dzieła
- 2003: Bardi i shpirtit dhe i natyrës (Bard duszy i natury, eseje)
- Larg hierarkive në art-Qielli ka vend për miliarda yje